# كأس آيسلندا 2009
كأس آيسلندا 2009 هو الموسم 50 من كأس آيسلندا. أشرف على تنظيمه اتحاد آيسلندا لكرة القدم، وفاز فيه نادي بريدابليك.